# Виченцо Дапино
Виченцо Чезаре Дапино е генерал от италианската армия през Втората световна война.

## Биография
Роден през 1891 година, той започва военната си кариера като алпийски стрелец, а през 1912 г. е изпратен в Либия. През следващите години става командир на 8-и алпийски полк като подполковник, след това преминава към командването на дивизия „Леняно“. След примирието в Касибиле, Сан Пиетро Вертонико, той е назначен за командващ италианската Първа моторизирана бойна група - първото съединение на италианските войски на страната на съюзниците което в проведената от 8 до 16 декември 1943 г. Битка за Монте Лунго на север от Неапол разгромява германските войски.
Умира през 1957 г. Награден е с ордена „Рицар на военния орден на Савоя“.
На 17 декември 1943 година командирът на американската армия генерал Марк Уейн Кларк изпраща поздравителна телеграма във връзка с победата на италианците при Монте Лунго със следното съдържание:
„Искам да поздравя офицерите и войниците на вашето командване за успеха в атаката си вчера на Монте Лунго. Това действие показва волята на италианските войници, за да освободят страната си от германското господство. Това решение може да послужи като пример за потиснатите народи на Европа.“